# Hapalomantis abyssinica
Hapalomantis abyssinica es una especie de mantis de la familia Iridopterygidae.

## Distribución geográfica
Se encuentra en Etiopía y Somalia.